# Fonderie Dejoie
Pour les articles homonymes, voir Dejoie.
La  Fonderie Dejoie est une fonderie créée en 1929 et notamment spécialisée dans la fabrication des boîtes aux lettres (depuis 1949) utilisées en France dont elle est l'unique fabricant agréé. La société fabrique également des scellés (plomb, aluminium et plastique) et d'autres pièces moulées. Dejoie est le dernier fabricant français de scellés plombs et plastiques.

## Historique

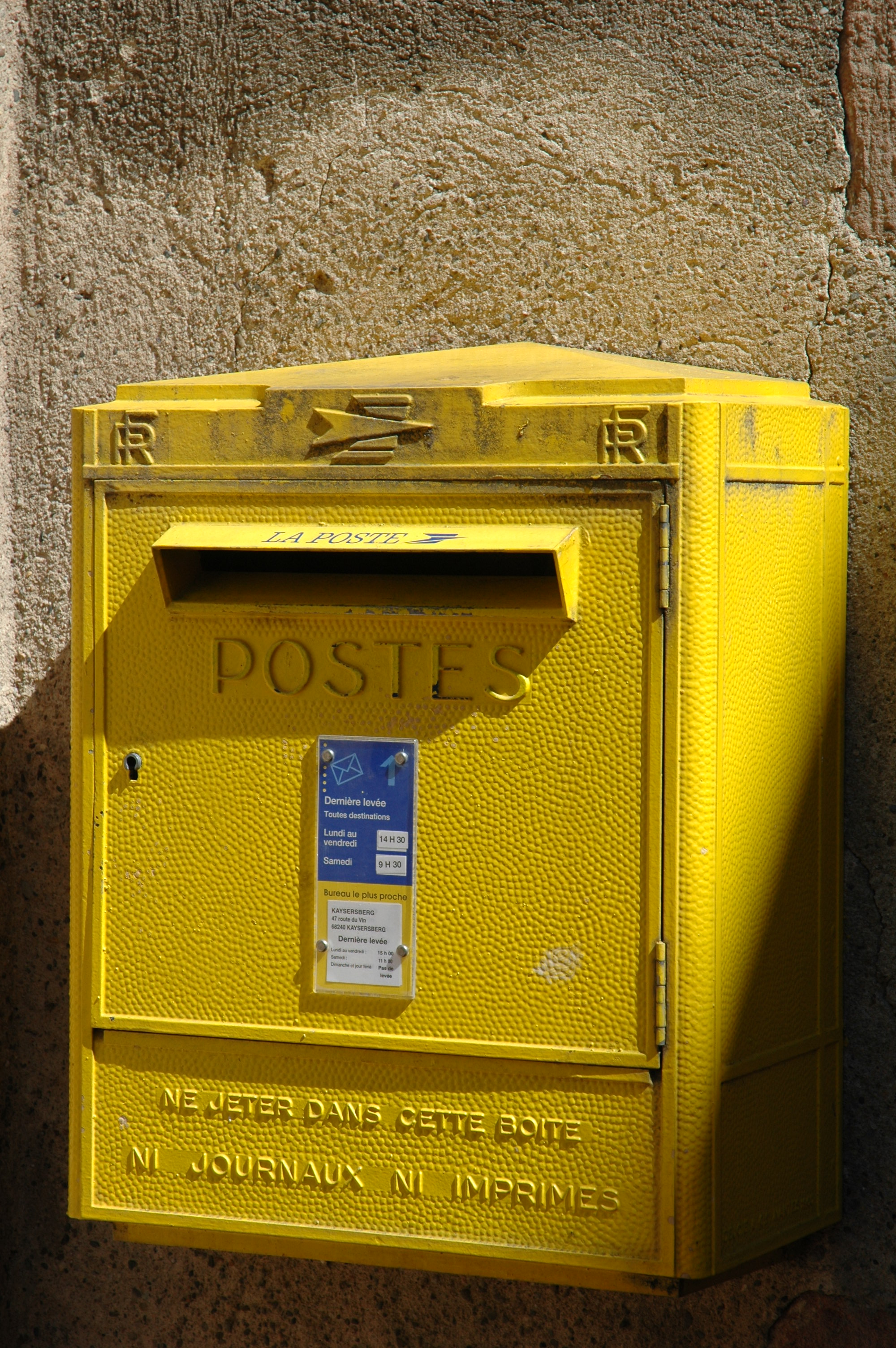
Un modèle fabriqué par la fonderie Dejoie.

D'abord basée en Bretagne à sa création en 1929 [réf. souhaitée], cette fonderie initialement spécialisée dans le plomb doit se reconvertir dans l'aluminium à la suite de pénurie de matières premières durant la Seconde Guerre mondiale.
En 1949, elle s'installe  à Nantes, à l'angle des actuels boulevards de Cardiff et de la Liberté, dans le quartier du Bas-Chantenay, en rachetant les terrains et bâtiments subsistant des entreprises ayant subi le réaménagement urbain dû à la création du boulevard de Cardiff et du tunnel ferroviaire de Chantenay dans les années 1940, qui permit de détourner la ligne de chemin de fer entre Nantes et Saint-Nazaire vers le nord. Parmi ces entreprises se trouvaient les sociétés Ménoreau (fonderie, ajustage et serrurerie mécanique) et Pelletreau (fabrique d´huile de colza et de lin).
La même année de son installation, elle fournit ses premières boîtes aux lettres à la Poste française
En 1988, Dejoie devient une filiale du groupe Lemer, fonderie installée dans la zone industrielle de Carquefou (banlieue nord-est de Nantes) dernier fabricant français de scellés de plomb. En 1995, pour cause de risques de pollution au plomb, cette activité est définitivement cédée à la fonderie carquefolienne.

## Production

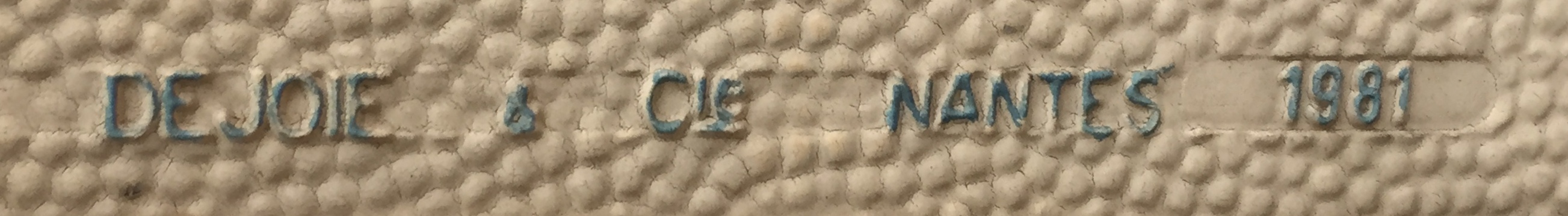
Mention Dejoie & Cie Nantes 1981 sur une boîte aux lettres dans l'Ain.

Parmi ses produits aluminium Dejoie fabrique des boîtes aux lettres pour la Poste française depuis 1949. Elle a fabriqué les 140 000 boîtes disséminées sur le territoire et continue d'en produire un millier par an (en 2013-2014). La société fabrique également des boites aux lettres aluminium murales ou sur colonne pour les postes étrangères (Algérie, Maroc, Arabie saoudite, Qatar), pour les mairies, les administrations et aux particuliers.
En 2013, la production de boîtes aux lettres représentait 30 % de l'activité de l'usine rachetée par la société Lemer : les 70 % restant étant consacrés à la fabrication de scellés de plomb, de fers de golf et de pièces de mobilier urbain.